# Rouwband

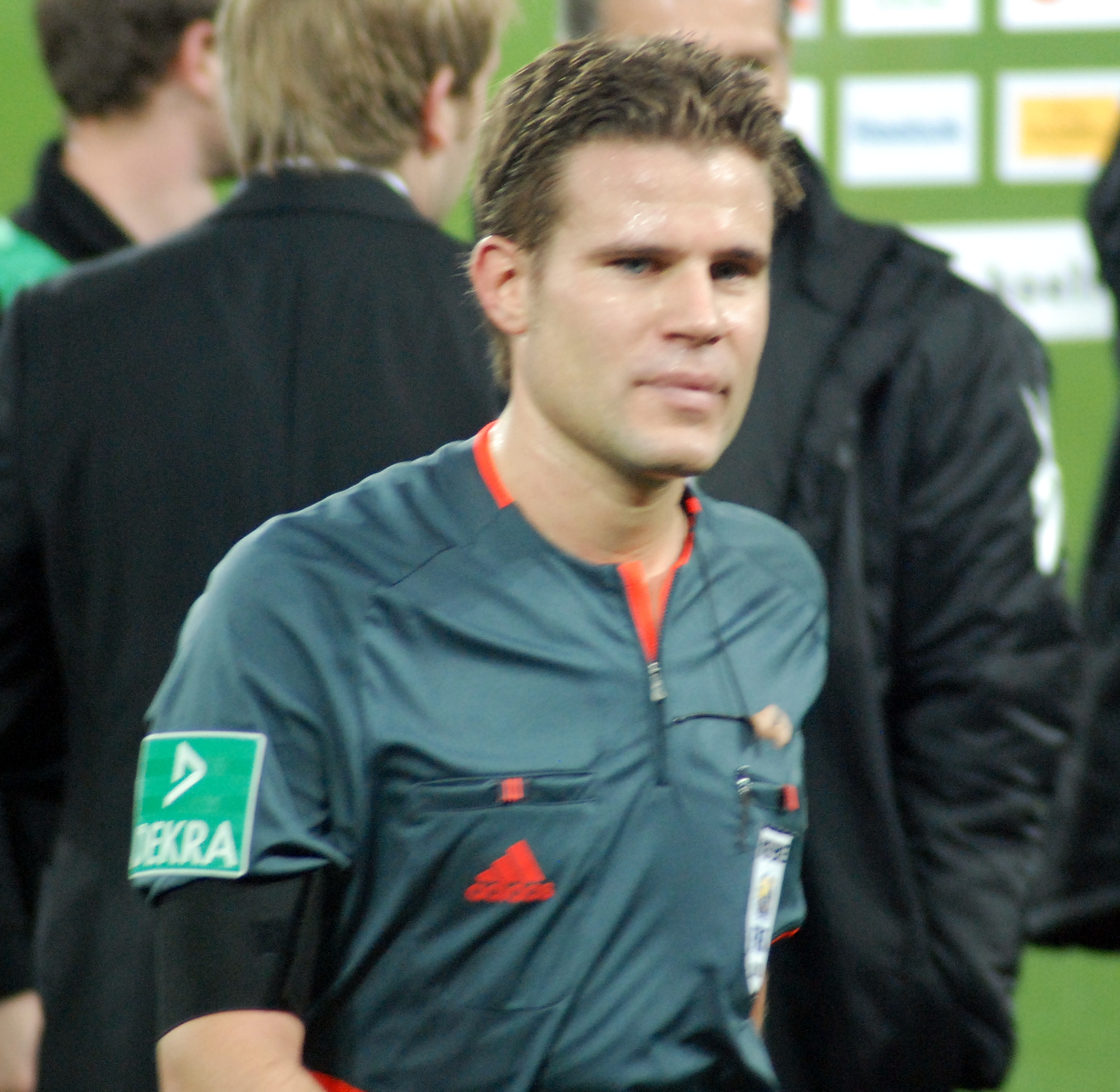
Felix Brych met een rouwband na het overlijden van Robert Enke

Een rouwband is een gewoonlijk zwart bandje van stof dat om de bovenarm wordt gedragen als teken van rouw na het overlijden van een persoon.
De rouwband is een overblijfsel van de oorspronkelijk zwarte kleding die werd gedragen na een sterfgeval. De rouwband werd vroeger enkel door mannen gedragen. Tegenwoordig is de rouwband nog te zien bij sportploegen die hiermee de laatste eer bewijzen aan de overledene(n). Volgens de reglementen van de FIFA moet de rouwband om de linkerarm gedragen worden. Ook zijn er zwarte polsbandjes in de handel die dezelfde functie hebben.